# 카트린 나임케
카트린 나임케(독일어: Kathrin Neimke, 1966년 7월 18일 ~ )는 전 독일의 육상 선수이다.
작센 안할트 주 마그데부르크에서 태어난 나임케는 포환던지기에서 1980년대와 1990년대에 세계에서 최고 선수들 중의 하나였다. 1990년까지는 동독을 대표하였다.
그녀의 가장 큰 성공들은 2개의 올림픽 메달들이며, 처음에 1988년 서울 올림픽에서 은메달과 두번째로 1992년 바르셀로나 올림픽에서 동메달이었다.
나임케는 마그데부르크 SC를 대표하여 클라우스 슈나이더와 훈련하였다. 그녀는 키가 1.80m이고, 자신의 경력 동안에 95 킬로그램이었다. 그녀는 판매에서 학위를 가지고 있으며, 스포츠 경력의 말기에 일간 신문에서 복사물 사진가로 일하였다. 그후에 작센 안할트 경찰대에 입대하였다.